# Cecropia elongata
Cecropia elongata là loài thực vật có hoa trong họ Tầm ma. Loài này được Rusby mô tả khoa học đầu tiên năm 1907.